# Jean-Claude Defossé
Pour les articles homonymes, voir Jean-Claude et Defossé.
Jean-Claude Defossé, de son vrai nom Jean-Claude Dubié, est un journaliste d'investigation belge né le 16 mars 1941 à Schaerbeek (Région de Bruxelles-Capitale).

## Biographie
Jean-Claude Dubié enseigne les arts plastiques durant une dizaine d'années dans diverses écoles bruxelloises, dont l'Athénée Léon Lepage avant de se présenter, en 1972, à l'examen de journaliste de la RTBF (télévision). Son frère Josy Dubié y travaillant déjà, il prend le nom de sa mère : Defossé.

### Carrière journalistique
Ses premiers reportages traitent entre autres de la pollution du poisson par le mercure, des hôpitaux psychiatriques belges, ou du quart monde au sujet duquel il réalisera une vaste enquête. Il travaille pour l’émission Si vous saviez.
En 1986, il entame sa série sur les « grands travaux inutiles » dans laquelle il dénonce les gaspillages des travaux publics et qui fera sa réputation. Il traque en pleine crise économique les ponts qui ne sont reliés à aucune route, les routes qui ne mènent nulle part, les échangeurs inutiles et autres constructions superflues. Au cours de ces émissions dans lesquelles il se met lui-même en scène, son ton incisif et ironique fait son succès et lui vaut bien des inimitiés.
Au cours des années suivantes, il animera Les pieds dans le plat, émission de débat qui aborde certains sujets gênants comme le financement des cultes ou celui des partis politiques. Viennent ensuite quelques numéros de Contre-pied mettant en question les dysfonctionnements des médias et de la presse, Droit de suite, séquence hebdomadaire du JT qui traite d'affaires dont les médias n'ont pas assuré le suivi.
Il collabore ensuite à L'Hebdo, dont il assure certains reportages. Parmi ceux-ci, on aura remarqué Les Casseroles de Chirac, qui traite de ce que la justice française reproche à son président, ou encore Birmanie : l'horreur totale, sujet consacré au soutien, au moins indirect, que la compagnie pétrolière Total Fina Elf apporte à la junte militaire de Rangoon.
Pour cette même émission, il réalise deux reportages sur les dessous de l'extrême droite belge, l'un sur le Vlaams Blok, l'autre sur le Front national, dans lesquels il montre la « face cachée » de ces partis et dénonce leur collaboration avec des organisations fascistes ainsi que certaines malversations financières. Ce qui lui vaudra les menaces de Daniel Féret, président à vie du FN : « …j'aurai sa peau. »
En 2005, il démarre une nouvelle émission, le magazine Questions à la Une qui, chaque semaine, décortique deux sujets d'actualité. L'émission du 5 avril 2006, avec pour thèmes Miracles ou arnaques ? et Comment devient-on saint ?, suscite de nombreuses réactions de désapprobation au sein de l'Église catholique de Belgique. Le porte-parole des évêques de Belgique, Éric de Beukelaer, envoie aussitôt une Lettre ouverte au Directeur de l’Information et de l’Éthique de la RTBF : celle-ci dénonce la diffusion du programme en question, « malveillant », voire « dépass[ant] les bornes du déontologiquement acceptable. »
Bien que Jean-Claude Defossé ait atteint l’âge de la retraite en 2006, il continue à assurer la présentation de l’émission, sans prendre part à la réalisation des reportages. En 2014, il reprend brièvement du service sur la chaîne RTL-TVI, assurant la présentation de deux numéros de l'émission Dossiers Tabous. 
Jean-Claude Defossé a reçu plusieurs prix de journalisme dont trois Antennes de cristal : une pour son émission sur le quart monde (1979), une pour Les bâtisseurs d'ans pires (1986) et une pour Le JTI (Journal des travaux inutiles, 1991). Le Moustique d'or de la meilleure émission d'information, documentaire et reportage est décerné à son émission Questions à la Une en mars 2009.
Il est aussi l'auteur d'un livre à succès, Le Petit Guide des grands travaux inutiles, publié en 1990. En 2023, il publie son autobiographie sous le titre Mémoires d'un âne.

### Carrière politique
Le 20 mars 2009, Jean-Claude Defossé annonce officiellement son entrée en politique dans le parti Ecolo auquel appartient déjà son frère Josy Dubié ; il brigue les suffrages des militants Verts bruxellois pour être repris dans la liste des candidats au parlement régional pour le scrutin du 7 juin 2009.
Cette décision l'oblige à quitter son poste de présentateur à la RTBF. Il annonce que, quel que soit le résultat des élections, il ne travaillera plus à la RTBF. Avec 6 898 voix de préférence, il devient député de la région bruxelloise, 15e score toutes listes confondues, 2e de son parti.
Il ne se présente sur aucune liste lors des élections de juin 2014.